# 2021 en tennis
| Années du tennis : 2018 - 2019 - 2020 - 2021 - 2022 - 2023 - 2024    |
| Décennies du tennis : 1990 - 2000 - 2010 - 2020 - 2030 - 2040 - 2050 |

Cet article résume les faits marquants de l'année 2021 dans le monde du tennis.

## Résultats

### Tournois du Grand Chelem et Masters
- Open d'Australie (du 8 février au 21 février 2021)
- Tournoi de Roland-Garros (du 30 mai au 13 juin 2021)
- Tournoi de Wimbledon (du 28 juin au 11 juillet 2021)
- Jeux olympiques (du 24 juillet au 1er août 2021)
- US Open (du 30 août au 12 septembre 2021)
- Masters féminin (du 10 novembre au 17 novembre 2021)
- Masters masculin (du 14 novembre au 21 novembre 2021)

| Tournoi GC       | Simple messieurs | Simple dames       | Double messieurs                    | Double dames                          | Double mixte                           |
| ---------------- | ---------------- | ------------------ | ----------------------------------- | ------------------------------------- | -------------------------------------- |
| Open d'Australie | Novak Djokovic   | Naomi Osaka        | Ivan Dodig Filip Polášek            | Elise Mertens Aryna Sabalenka         | Barbora Krejčíková Rajeev Ram          |
| Roland-Garros    | Novak Djokovic   | Barbora Krejčíková | Pierre-Hugues Herbert Nicolas Mahut | Barbora Krejčíková Kateřina Siniaková | Desirae Krawczyk Joe Salisbury         |
| Wimbledon        | Novak Djokovic   | Ashleigh Barty     | Nikola Mektić Mate Pavić            | Hsieh Su-wei Elise Mertens            | Desirae Krawczyk Neal Skupski          |
| Jeux olympiques  | Alexander Zverev | Belinda Bencic     | Nikola Mektić Mate Pavić            | Barbora Krejčíková Kateřina Siniaková | Anastasia Pavlyuchenkova Andrey Rublev |
| US Open          | Daniil Medvedev  | Emma Raducanu      | Rajeev Ram Joe Salisbury            | Samantha Stosur Zhang Shuai           | Desirae Krawczyk Joe Salisbury         |
| Masters          | Alexander Zverev | Garbiñe Muguruza   | Pierre-Hugues Herbert Nicolas Mahut | Barbora Krejčíková Kateřina Siniaková | -                                      |

### Épreuves par équipes
- ATP Cup (du 2 février 2021 au 7 janvier 2021), remportée par la Russie
- Coupe Davis (du 6 mars 2020 au 5 décembre 2021), remportée par la Russie
- Coupe Billie Jean King (du 7 février 2020 au 6 novembre 2021), remportée par la Russie

### Autres tournois
- Au deuxième échelon, l'ATP Challenger Tour 2021 et le Circuit féminin de l'ITF 2021
- Au troisième échelon, les tournois Future organisés par l'ITF

## Faits marquants

### Janvier
Le début de la saison est complètement modifié en raison de la pandémie de Covid-19. Le 16 décembre 2020, l'ATP annonce l'annulation des tournois d'Auckland, de New York, de Pune et de celui de Rio de Janeiro. L'Open d'Australie, initialement programmé en janvier, est décalé de deux semaines par rapport à la date initiale et les qualifications sont organisées à Doha deux semaines avant le tournoi.
Côté WTA, les tournois habituels de début de saison ne sont pas organisés et remplacés par d'autres tournois en Australie et aux Émirats arabes unis.
- 5 janvier : la Bélarusse Aryna Sabalenka remporte le tournoi WTA 500 d'Abou Dabi en écartant en finale la Russe Veronika Kudermetova[3].

- 7 janvier : le Polonais Hubert Hurkacz et l'Australien Alex de Minaur remportent les 2 seuls tournois ATP organisés en janvier, Delray Beach et Antalya.

Aucun tournoi n'est organisé du 17 janvier au 30 janvier 2021 en raison d'une quarantaine obligatoire de 14 jours pour tous les joueurs voyageant en Australie.

### Février
- 7 février : la Russie remporte la deuxième édition de l'ATP Cup[4] en battant en finale l'Italie grâce aux victoires en simple de Daniil Medvedev et Andrey Rublev.

- 21 février : la Japonaise Naomi Osaka décroche le 4e titre de sa carrière en Grand Chelem, le 2e à Melbourne[5], en écartant en finale l'Américaine Jennifer Brady, surprise du tournoi.

- 21 février : le double tenant du titre, Novak Djokovic, conserve son titre à l'Open d'Australie[6] en s'imposant en finale face au Russe Daniil Medvedev. Il remporte son 18e titre en Grand Chelem, le 9e à Melbourne et le 82e trophée de sa carrière sur le circuit ATP.

### Mars
- 7 mars : le Russe Andrey Rublev remporte le tournoi de Rotterdam en battant en finale Márton Fucsovics, issu des qualifications. Il s'agit de son 8e titre ATP, le 4e consécutif dans la catégorie des ATP 500.

- 13 mars : l'Espagnole Garbiñe Muguruza remporte le tournoi WTA 1000 de Dubaï en battant en finale la Tchèque Barbora Krejčíková[7].

- 20 mars : le Russe Aslan Karatsev, qui avait fait sensation à l'Open d'Australie en sortant des qualifications et en atteignant les 1/2 finales, remporte le tournoi de Dubaï[8] en battant en finale Lloyd Harris. Il s'agit du 1er titre ATP de sa carrière en simple. A Acapulco, l'Allemand Alexander Zverev remporte le tournoi en battant en finale Stéfanos Tsitsipás. Il s'agit du 14e titre ATP de sa carrière en simple.

- 21 mars : la Russe Daria Kasatkina remporte le tournoi WTA 500 de Saint-Pétersbourg en disposant en finale de la Russe et invitée Margarita Gasparyan.

### Avril
- 4 avril : l'Australienne Ashleigh Barty conserve son titre à Miami[9] et remporte son dixième titre WTA en s'imposant face à la Canadienne Bianca Andreescu. Chez les hommes, le Polonais Hubert Hurkacz fait sensation lors de ce tournoi en éliminant un grand nombre de têtes de série et remporte son 1er titre en Masters 1000 en battant Jannik Sinner en finale. Il s'agit du 3e titre ATP de sa carrière en simple.
- 11 avril : la Russe Veronika Kudermetova remporte son premier titre WTA lors du tournoi WTA 500 de Charleston en disposant en finale de la Monténégrine Danka Kovinić[10].
- 18 avril : le Grec Stéfanos Tsitsipás remporte le tournoi en battant le Russe Andrey Rublev en finale. Il s'agit du 6e titre ATP de sa carrière en simple mais le 1er en Masters 1000.
- 25 avril : Ashleigh Barty remporte son 3ème trophée de la saison à Stuttgart (WTA 500) après Melbourne et Miami. L'Espagnol Rafael Nadal remporte le tournoi de Barcelone en battant en finale Stéfanos Tsitsipás. Il s'agit du 87e titre ATP de sa carrière en simple, le 61e sur terre battue et le 12e à Barcelone.

### Mai
- 8 mai : la Biélorusse Aryna Sabalenka remporte le 10e titre de sa carrière à Madrid, le 4e en WTA 1000, en battant en finale l'Australienne Ashleigh Barty. C'est son 2e trophée de la saison après Abou Dabi.
- 9 mai : l'Allemand Alexander Zverev remporte le tournoi de Madrid en battant en finale l'Italien Matteo Berrettini. Il s'agit du 15e titre ATP de sa carrière, le 4e Masters 1000 et le 2e à Madrid.
- 16 mai : la Polonaise Iga Świątek remporte son 2e trophée de la saison à Rome en battant la Tchèque Karolína Plíšková. C'est son 3ème titre WTA en carrière et son 1er en catégorie WTA 1000. Chez les hommes, Rafael Nadal remporte le tournoi de Rome en battant en finale Novak Djokovic. Il s'agit du 88e titre ATP de sa carrière, le 10e titre à Rome, le 36e en Master 1000, égalant le record de titres dans cette catégorie de Novak Djokovic.
- 27 mai : la numéro 2 mondiale japonaise Naomi Osaka annonce sur les réseaux sociaux son intention de boycotter les conférences de presse durant le tournoi de Roland-Garros pour « préserver sa santé mentale »[11]. En conséquence, elle écope d'une amende de 15 000 dollars pour ne pas s'être présentée aux médias à l'issue de son premier tour[12].
- 31 mai : à la suite de la polémique relative à son boycott des médias, Naomi Osaka se retire du tournoi de Roland-Garros, justifiant son retrait sur les réseaux sociaux, pensant qu'il s'agit de « la meilleure chose pour le tournoi [...] et son bien être » et « que chacun puisse se reconcentrer sur le tennis », déclarant également avoir traversé « de longues périodes de dépression » depuis l'US Open 2018[13].

### Juin
- 11 juin : Novak Djokovic, qui n’a battu Rafael Nadal à Roland-Garros qu’une seule fois, réussit l’exploit[14] de battre ce dernier, 13 fois champion Porte d'Auteuil et quadruple tenant du titre, en 1/2 finale (3-6, 6-3, 7-64, 6-2). C’est seulement la troisième fois qu’un joueur parvient à éliminer l'Espagnol sur la terre battue parisienne, après Robin Soderling en 2009, et ce même Djokovic en 2015.
- 12 juin : La Tchèque Barbora Krejčíková[15] remporte le tournoi de Roland Garros en battant en finale la Russe Anastasia Pavlyuchenkova. Il s'agit du 2e titre de sa carrière, le 1er dans un tournoi du Grand Chelem.
- 13 juin : Novak Djokovic s'impose en finale de Roland-Garros[16] face au Grec Stéfanos Tsitsipás et décroche le 84e titre de sa carrière en simple, le 19e dans un tournoi du Grand Chelem, le 2e à Roland Garros. Cette victoire fait de lui le premier joueur de l'ère Open à remporter deux fois chaque Majeur.
- 20 juin : la Russe Liudmila Samsonova  remporte son 1er titre WTA au tournoi WTA 500 de Berlin en dominant en finale la Suissesse Belinda Bencic. Aux tournois ATP 500 de Halle et du Queens, ce sont respectivement le Français Ugo Humbert et l'Italien Matteo Berrettini qui l'emportent face, respectivement, au Russe Andrey Rublev et au Britannique Cameron Norrie. Pour le Français, il s'agit du 3e titre ATP de sa carrière en simple, le 1er dans la catégorie 500. Pour Matteo Berrettini, c'est son 5e titre ATP de sa carrière en simple, le 2e de la saison et le 1er également dans la catégorie 500.
- 26 juin : la Lettone Jeļena Ostapenko remporte son 4e titre en carrière au WTA 500 d'Eastbourne contre l'Estonienne Anett Kontaveit.
- 28 juin : pour la première fois depuis 2002, le classement selon les résultats sur gazon n'est pas mis en place pour Wimbledon. Le système du classement ATP standard en vigueur dans tous les autres tournois du Grand Chelem est utilisé à la place.
- 29 juin : finaliste sortante, l'Américaine Serena Williams est contrainte d'abandonner[17] dès son entrée en lice à Wimbledon face à la 100e mondiale Aliaksandra Sasnovich après une chute dans le 4e jeu. Touchée à la cheville gauche, l'Américaine a quitté le court en pleurs, après avoir reçu une standing ovation de plusieurs minutes de la part du public. Jusqu'à ce jour, elle n'avait abandonné qu'une seule fois une rencontre en Grand Chelem. C'était déjà à Wimbledon en 1998, en 1/8 de finale face à l'Espagnole Arantxa Sánchez.

### Juillet
- 7 juillet : à 39 ans et 11 mois, Roger Federer devient le joueur le plus âgé de l'ère Open[18] à atteindre les quarts de finale à Wimbledon (Ken Rosewall avait dû s'incliner en huitièmes de finale en 1975). Il fait également tomber un autre record en simple messieurs après sa victoire contre l'Italien Lorenzo Sonego en se hissant pour la 18e fois de sa carrière en quart de finale dans un même tournoi du Grand Chelem (Jimmy Connors a atteint 17 fois les quarts de l'US Open). Enfin, à l'issue de cette victoire contre l'Italien, il compte 105 victoires sur le gazon londonien, comme Rafael Nadal à Roland-Garros au moment de cette performance.
- 10 juillet : l'Australienne Ashleigh Barty est sacrée vainqueure à Wimbledon[19] après sa victoire en finale sur la Tchèque Karolína Plíšková. Il s'agit du 12e titre WTA de sa carrière, le 2e en Grand Chelem. Après Margaret Court (deux titres) et Evonne Goolagong (deux titres également), Ashleigh Barty est la troisième australienne à s'imposer à Wimbledon.
- 11 juillet : Novak Djokovic remporte le tournoi de Wimbledon[20] en battant en finale Matteo Berrettini, qui disputait sa première finale en Grand Chelem. Il s'agit du 85e titre ATP de sa carrière, le 20e en Majeur, égalant ainsi le record co-détenu jusqu'alors par Roger Federer et Rafael Nadal. C'est le 3e tournoi du Grand Chelem consécutif qu'il remporte de la saison, une performance qu'il est le seul joueur en activité à réaliser sur une même année (Roger Federer l'avait également réalisé en 2007 mais sur deux années calendaires).
- 18 juillet : l'Espagnol Pablo Carreño Busta remporte le tournoi de Hambourg en battant en finale le Serbe Filip Krajinović. Il s'agit du 6e ATP de sa carrière, le premier dans la catégorie 500.
- 24 juillet : la Suissesse Belinda Bencic est sacrée championne olympique à Tokyo[21] après sa victoire contre la Tchèque Markéta Vondroušová. Il s'agit de sa première médaille olympique. Elle offre à la Suisse sa troisième médaille d'or en tennis, sa premiere en simple dames, 29 ans après le titre remporté par Marc Rosset chez les messieurs.

### Août
- 1er août : l'Allemand Alexander Zverev remporte la médaille d'or à Tokyo en battant en finale le Russe Karen Khachanov. Il s'agit de sa première médaille olympique. Il est le premier Allemand de l'ère Open titré aux JO en simple messieurs, la meilleure performance du pays remontant aux olympiades de Sydney en 2000 à l'occasion desquelles Tommy Haas avait remporté la médaille d'argent.
- 8 août : l'Américaine Danielle Collins  remporte son 2e titre de la saison, après Palerme, face à la Russe Daria Kasatkina au tournoi WTA 500 de San José. C'est son 3e titre WTA en carrière. A Washington, l'Italien Jannik Sinner remporte le tournoi en battant en finale l'Américain Mackenzie McDonald. Il s'agit du 3e titre ATP de sa carrière, le premier en ATP 500.
- 15 août : l'Italienne Camila Giorgi remporte son 3e titre WTA, le 1er en catégorie WTA 1000, au tournoi du Canada face à la tchèque Karolína Plíšková qui perd, elle, sa 2e finale de WTA 1000 de la saison. A Toronto, c'est Le Russe Daniil Medvedev qui remporte le tournoi en battant en finale l'Américain Reilly Opelka. Il s'agit du 12e titre ATP de sa carrière et son 4e en Masters 1000.
- 22 août : l'Australienne Ashleigh Barty remporte le tournoi WTA 1000 de Cincinnati, son 3e tournoi WTA 1000 et le 2e de la saison après le tournoi de Miami. Chez les hommes, l'Allemand Alexander Zverev remporte le tournoi en battant en finale le Russe Andrey Rublev. Il s'agit du 17e titre ATP de sa carrière, le 5e dans la catégorie Masters 1000.

### Septembre
- 10 septembre : la Canadienne Leylah Fernandez (19 ans) et la Britannique Emma Raducanu (18 ans) créent la surprise en demi-finale de l'US Open en éliminant respectivement la numéro 2 mondiale Aryna Sabalenka et la 18e mondiale María Sákkari. Elles se qualifient ainsi pour la première fois de leur carrière en finale d'un Majeur, qui oppose donc pour la neuvième fois de l'ère Open deux joueuses de moins de 20 ans, ce qui n'était plus arrivé depuis l'US Open 1999 (Serena Williams, âgée de 17 ans, contre Martina Hingis, âgée de 18 ans). Emma Raducanu atteint ce stade de la compétition sans avoir concédé le moindre set depuis le 1er tour des qualifications et devient la première joueuse (hommes et femmes confondus) à atteindre la finale d'un tournoi du Grand Chelem en étant issue des qualifications.
- 12 septembre : Emma Raducanu remporte l'US Open[22] en battant en finale Leylah Fernandez. Il s'agit de son tout premier titre WTA en carrière. Avant elle, aucune joueuse, ni aucun joueur, n'était parvenue à sortir vainqueur d'un tournoi du Grand Chelem en étant issue des qualifications. Elle est également la première depuis Serena Williams en 2014 à être sacrée à Flushing Meadows sans perdre une seule manche. Elle la surpasse même d'une certaine manière puisqu'elle n'a concédé aucun set pendant les phases qualificatives. Lors de la publication du nouveau classement WTA le lundi suivant, elle effectue un bond de 127 places et se retrouve 23e mondiale, son meilleur classement en carrière.
- 13 septembre : le Russe Daniil Medvedev remporte l'US Open[23] en battant en finale le numéro 1 mondial Novak Djokovic, prenant sa revanche de l'Open d'Australie. Il s'agit du 13e titre ATP de sa carrière en simple, le 1er en Grand Chelem. Il devient aussi l'unique joueur de l'Ere Open à vaincre un prétendant au Grand Chelem calendaire sur la dernière marche. Il est le troisième dans l'histoire du tennis après Fred Perry (1933) et Ken Rosewall (1956).
- 26 septembre : l'Estonienne Anett Kontaveit remporte son 2e titre de la saison au tournoi WTA 500 d'Ostrava en dominant en finale la Grecque María Sákkari.

### Octobre
- 3 octobre : l'Espagnole Garbiñe Muguruza remporte le tournoi WTA 500 de Chicago en dominant en finale la Tunisienne Ons Jabeur; c'est son 9e titre en carrière.
- 17 octobre : au tournoi d'Indian Wells, qui se tient exceptionnellement en octobre en raison des conditions sanitaires, chez les filles c'est l'Espagnole Paula Badosa qui remporte le titre en dominant Victoria Azarenka et chez les hommes c'est le Britannique Cameron Norrie qui remporte le tournoi en battant en finale Nikoloz Basilashvili. Dans les deux cas, il s'agit du 2e titre en carrière et du premier dans la catégorie WTA 1000 et Masters 1000.
- 24 octobre : l'Estonienne Anett Kontaveit remporte le tournoi WTA 500 de Moscou en dominant en finale la Russe Ekaterina Alexandrova. Elle remporte son 3e titre de la saison et le 4e en carrière.
- 31 octobre : L'Allemand Alexander Zverev remporte le tournoi de Vienne en battant en finale l'Américain Frances Tiafoe. Il s'agit du 18e titre ATP de sa carrière en simple et de son 5e de la saison.

### Novembre
- 6 novembre : la Russie remporte la Coupe Billie Jean King en battant en finale la Suisse[24].
- 7 novembre : le Serbe Novak Djokovic remporte le tournoi de Paris-Bercy en battant en finale Daniil Medvedev. Il s'agit du 86e titre ATP de sa carrière en simple, son 37e dans la catégorie Masters 1000. Il améliore ainsi le record de titres en Masters 1000 qu'il co-détenait avec Rafael Nadal. Grâce à ce titre, il s'assure de terminer l'année à la première place mondiale pour la septième fois de sa carrière, un record qu'il co-détenait jusqu'alors avec Pete Sampras.
- 10 novembre : le centre de tennis panaméricain de Guadalajara au Mexique accueille les finales de la WTA. En raison de la Pandémie de Covid-19, la WTA a conclu avec la ville chinoise de Shenzhen de ne pas organiser l'édition 2021 en Asie. Ashleigh Barty, qualifiée en tant que première à la Race WTA, décide de déclarer forfait pour privilégier sa préparation de la saison 2022.
- 17 novembre : l'Espagnole Garbiñe Muguruza gagne le Masters[25] en battant en finale l'Estonienne Anett Kontaveit et devient la première joueuse espagnole de l'histoire à gagner le Masters féminin en simple.
- 21 novembre : l'Allemand Alexander Zverev remporte son 2e Masters[26] en battant en finale le Russe Daniil Medvedev. Il s'agit du 19e titre ATP de sa carrière.

### Décembre
- 5 décembre : la Russie remporte sa troisième Coupe Davis[27] grâce à sa victoire en finale face à la Croatie par 2 victoires à 0, Andrey Rublev et Daniil Medvedev ayant chacun remporté leur simple.

## Décès
- 5 janvier : décès à 67 ans de Bob Brett, entraîneur de tennis australien[28].
- 3 février : décès à 90 ans de Tony Trabert, joueur de tennis américain[29].
- 24 février : décès à 89 ans de Atsushi Miyagi, joueur de tennis japonais[30].